# Filippo Busa
Filippo Busa (Asiago, 10 settembre 1985) è un ex hockeista su ghiaccio italiano, ha militato come attaccante nell'Hockey Club Asiago, squadra di Serie A.

## Carriera
Filippo Busa crebbe nel settore giovanile dell'HC Asiago, prima di esordire in Serie A nel corso del campionato 2004-2005, collezionando 7 presenze. La stagione successiva fu ceduto all'Hockey Club Torino, squadra allora militante in Serie A2, con cui in 28 incontri totalizzò 12 punti. L'anno successivo risalì in Serie A con il Pontebba, raccogliendo tre reti in 29 incontri.
Nel 2007 fece ritorno ad Asiago; la stagione 2008-09 fu la più produttiva, con otto punti ottenuti in 44 partite disputate; tale rendimento gli garantì il prolungamento del contratto per un anno. Nel 2010 arrivarono il primo scudetto ed un ulteriore rinnovo, mentre nel 2011 con l'HC Asiago riuscì a conquistare il secondo scudetto consecutivo. Dopo aver disputato anche la stagione seguente sempre nelle file dell'Asiago, si ritirò dall'attività agonistica all'età di 27 anni e si trasferì per motivi lavorativi in Australia.

## Palmarès

### Club
- Campionato italiano: 2

Asiago: 2009-2010, 2010-2011